# 안철수 (의병장)
안철수(安鐵壽, ?~?)는 조선 중기 병자호란 당시의 의병장이다. 자는 성로(星老), 호는 귀은(歸隱)이다. 본관은 광주이고, 전라북도 남원 출신이다.
1636년(인조 14) 청군이 침입, 병자호란이 발생하고 한성이 함락, 인조가 남한산성에 갇히자, 그는 이홍발의 격문에 호응하여 의병을 모집, 이홍발의 의병에 가담하였다. 그러나 남원에서 의병을 이끌고 한성으로 올라오던 도중 경기도 용인에 도착했을 때, 인조의 항복 소식을 접하고 통곡한 뒤 회군하였다. 이후 호를 귀은이라 하고 세상에 나오지 않았다.

## 같이 보기
- 병자호란
- 정묘호란